# Fournés
Fournés, en grec moderne : Φουρνές, est un village du dème de Plataniás, en Crète, en Grèce. Selon le recensement de 2011, la population de Fournés compte 576 habitants. Le village est situé à une altitude de 94 m, dans la vallée de la rivière Keríti, et est riche en végétation (principalement des orangers, des oliviers et des platanes). Au sud du village se trouvent les montagnes Blanches.